# Pavel Hadamczik
Pavel Hadamczik [pavel hadamčik] (* 16. února 1967 Opava) je český fotbalový trenér a činovník. Žije v Opavě-Jaktaři. Jeho otec Evžen Hadamczik byl fotbalovým trenérem (mj. dvojnásobný mistr Československa s Baníkem Ostrava – 1979/80 a 1980/81), jeho strýc Alois Hadamczik je hokejovým trenérem a podnikatelem.

## Trenérská kariéra
Na jaře 2001 byl asistentem Jaroslava Gürtlera u prvoligového mužstva SFC Opava (17.–30. kolo).

## Funkcionářská kariéra
Působil jako generální manažer v FC Baník Ostrava a SFC Opava. V Ostravě byl u zatím posledního mistrovského titulu (2003/04), v Opavě o pár let později stál u velkého znovuzrození, kdy tým postoupil z krajského přeboru až do druhé ligy.